# فرد هویبرگ
فرد هویبرگ (انگلیسی: Fred Hoiberg؛ زادهٔ ۱۵ اکتبر ۱۹۷۲) یک بازیکن سابق و مربی بسکتبال اهل ایالات متحده آمریکا است.
از باشگاه‌هایی که در آن بازی کرده‌است می‌توان به شیکاگو بولز، ایندیانا پیسرز و مینه‌سوتا تیمبرولوز اشاره کرد.